# Susana Noriega
Susana Noriega Rivero (nacida en 1952) es una pintora de vanguardia mexicana, cuyo trabajo se ubica en los movimientos expresionista abstracto y surrealista.

## Biografía
Noriega nació en la Ciudad de México. Estudió publicidad y psicología, pero en 1971, sus intereses artísticos la llevaron a asistir a los talleres de maestros como Raúl Anguiano y Rodolfo Nieto. 
Después de que su obra apareciera en una serie de exposiciones colectivas, la primera exposición individual de Noriega, en la Alianza Francesa de San Ángel en la Ciudad de México, se inauguró el 27 de abril de 1979.  Según una reseña del diario Novedades de la Ciudad de México, la exposición consta de 38 pinturas en grafito y técnica mixta, y a su lanzamiento asistió el Subsecretario General de Cultura de la Embajada de Francia, Patrick Abecasis. La exposición estuvo abierta hasta el 10 de mayo. 

## Exposiciones
Posteriormente expuso, de forma individual o colectiva, en los siguientes espacios y galerías:
- Galería Estela Shapiro, Ciudad de México, 1980
- Centro de Estudios en Ciencias de la Comunicación, Ciudad de México, 1982, 1983
- Secretaría de Cultura y Bienestar Social del gobierno del estado de Querétaro (hoy Instituto Queretano de la Cultura y las Artes), México, 1985, 1986, 1987
- Casa de Cultura de Toluca, Estado de México, 1991, 1992
- Centro Cultural Juan Rulfo, Mixcoac, Ciudad de México, 1996
- Sala de Exposiciones del Restaurante Mandarin House, San Ángel, Ciudad de México, 1996, 1997
- Galería Misrachi, Oaxaca, México, 1998
- Casa de las Campanas de Tlalpan, Ciudad de México, 1998, 1999, 2000
- Centro de Exposiciones X-Dada, 2001
- Galería Constante y Asociados, 1999, 2000, 2201, 2002
- Casa de la Cultura Jaime Sabines, Galerías Adán y Eva, Ciudad de México, 2002
- La Cueva de Bouchot, 2002, 2003, 2004, 2005
- El estudio del pintor, 2006-2013
- Goiko Arte, galería online, 2013-2018
- Café-Arte, Posada Guadalupe, Ciudad de México, 2014
- Centro Cultural Juan Rulfo, Mixcoac, Ciudad de México, 2016

## Otros trabajos
Desde la década de 1960, Noriega ha aportado sus pinturas a diferentes medios, como las revistas Plural y Sí para Jóvenes, y los periódicos El Sol de Querétaro y El Sol de Toluca . También ha ilustrado colecciones de cuentos y poesía.

## Galería

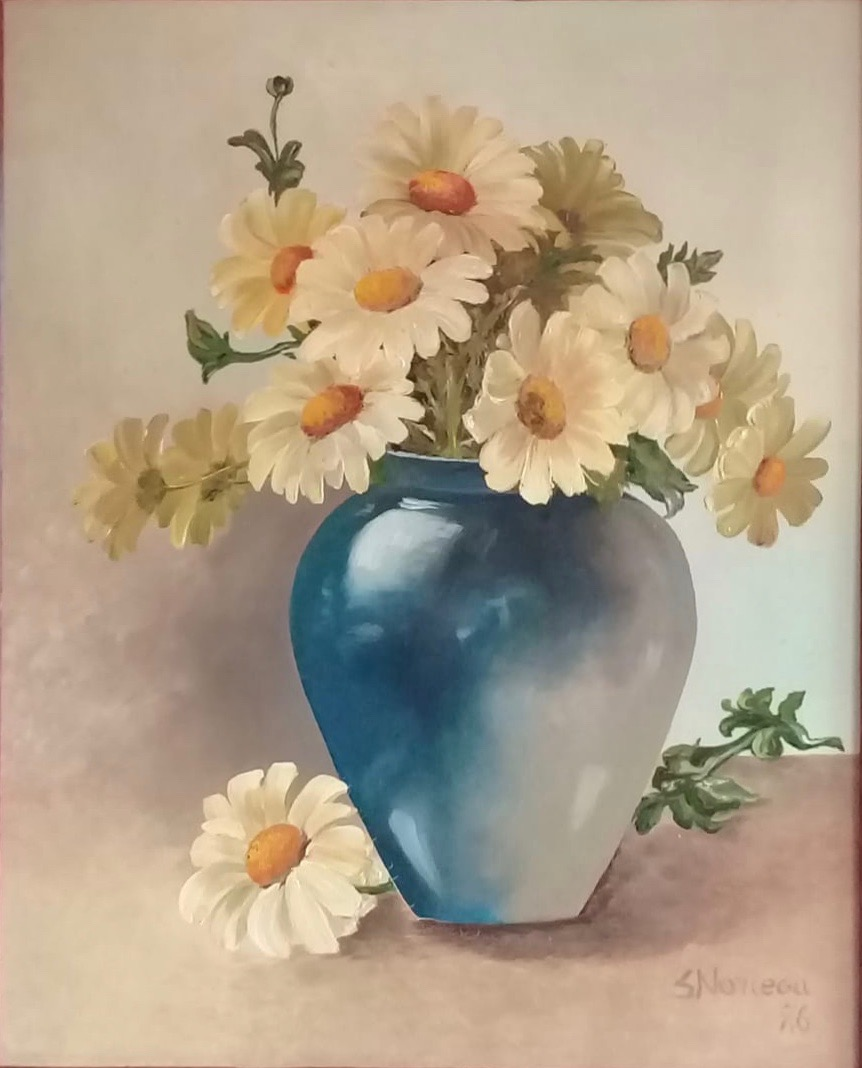
Margaritas de girasol, óleo sobre lienzo, 1986
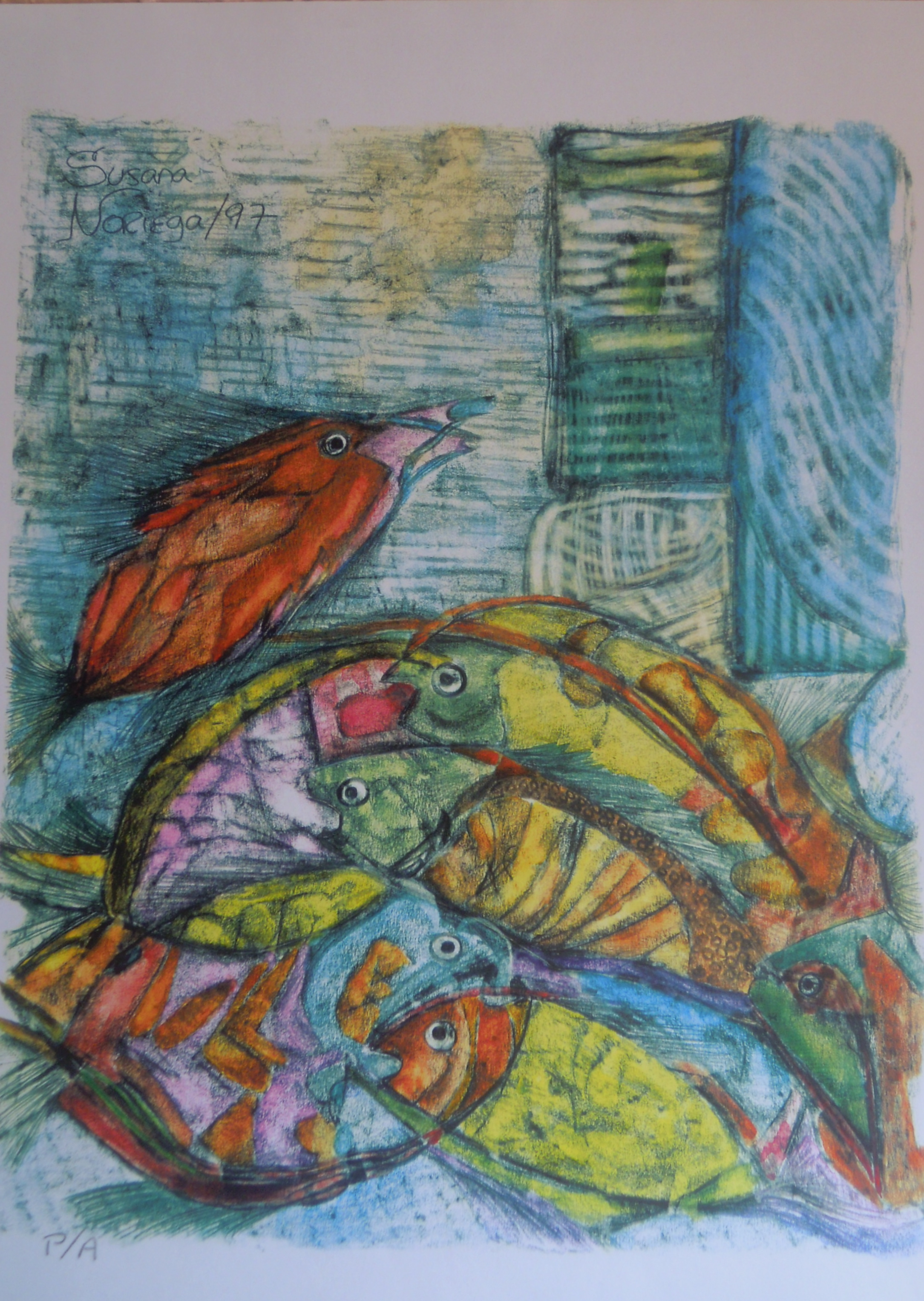
Pez pescado, acuarela o papel grabado, 1997
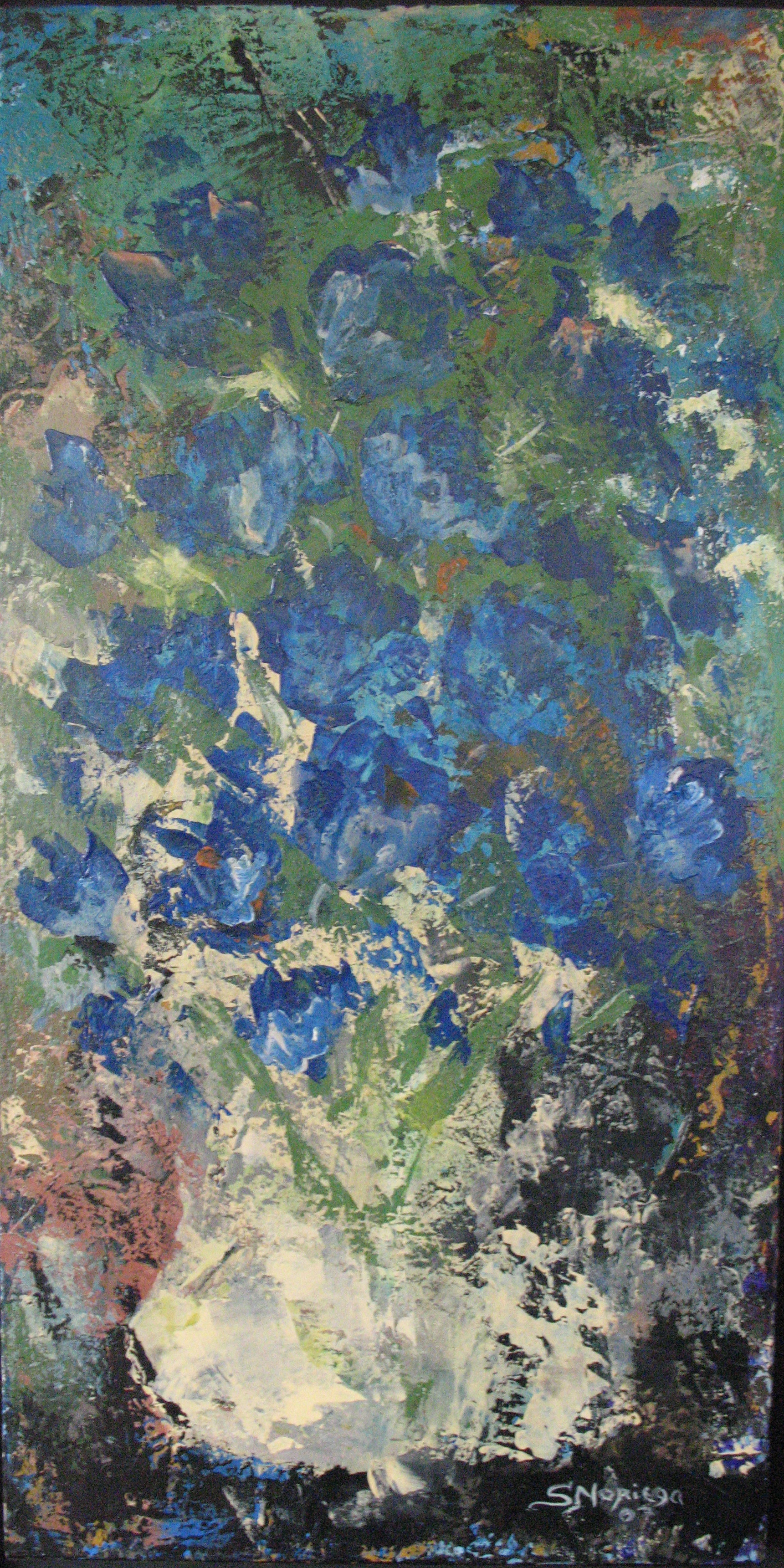
Flores azules, jarrón color crema, acrílico sobre lienzo, 2007
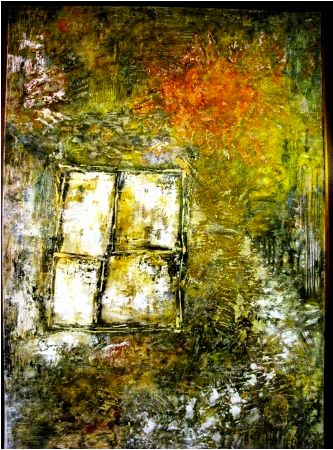
Ventana y camino, técnica mixta sobre lienzo, 2009
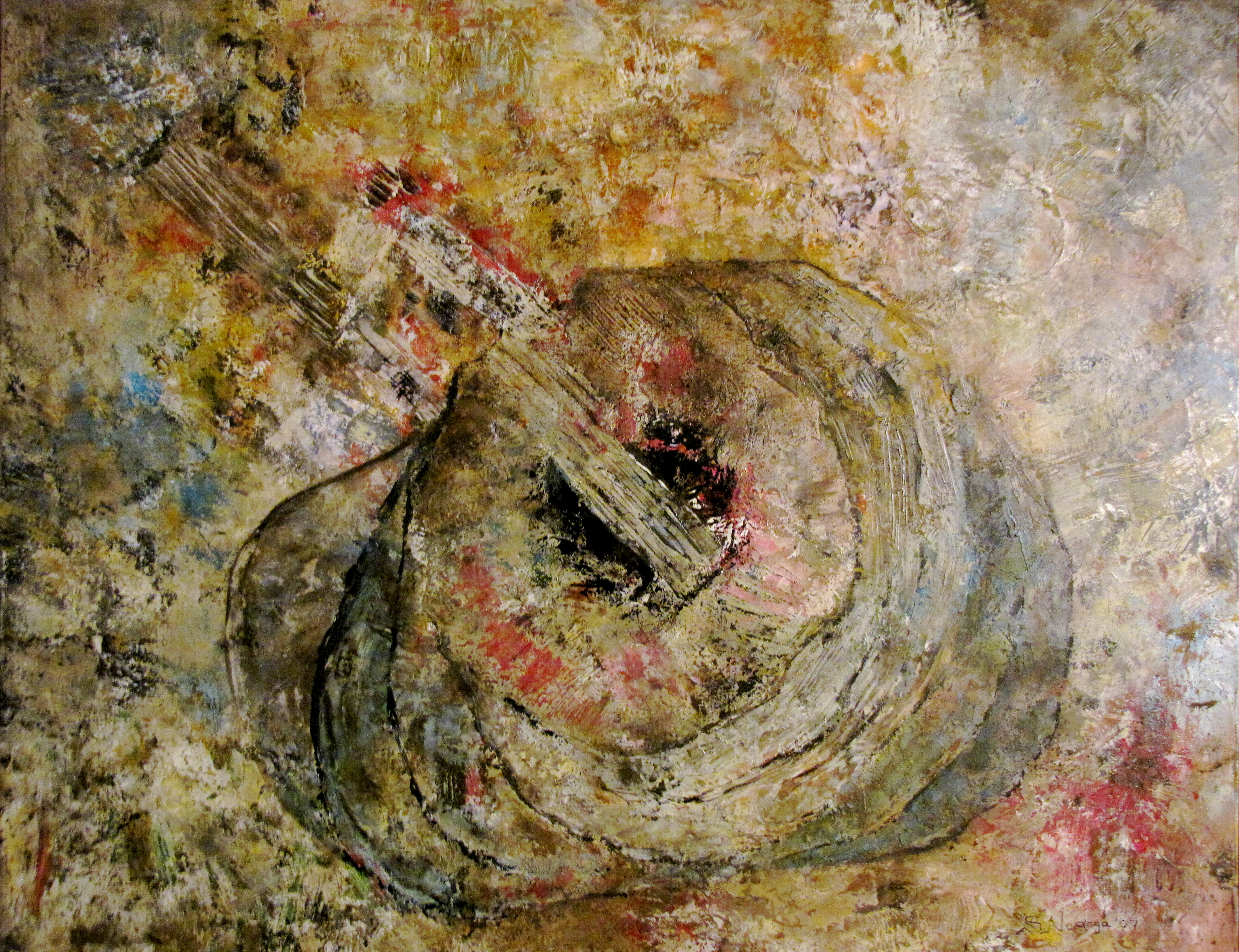
Cítara, técnica mixta sobre lienzo, 2010